# Axinaea oblongifolia
Axinaea oblongifolia là một loài thực vật có hoa trong họ Mua. Loài này được (Cogn.) Wurdack mô tả khoa học đầu tiên năm 1970.